# Probopyrus pica
Probopyrus pica is een pissebed uit de familie Bopyridae. De wetenschappelijke naam van de soort is voor het eerst geldig gepubliceerd in 1923 door Goverdhan Lal Chopra.